# Charles Rigoulot
Charles Jean Rigoulot (ur. 3 listopada 1903 w Le Vésinet, zm. 22 sierpnia 1962 w Paryżu) – francuski sztangista, złoty medalista olimpijski.
Swój jedyny medal na arenie międzynarodowej wywalczył podczas Letnich Igrzysk Olimpijskich w Paryżu w 1924 roku. W wadze lekkociężkiej zwyciężył, wyprzedzając na podium Fritza Hünenbergera ze Szwajcarii i Austriaka Leopolda Friedricha.
W latach 1924–1926 ustanowił osiem oficjalnych rekordów świata oraz dwa nieoficjalne.
Był także kierowcą wyścigowym. W 1937 roku brał udział w wyścigu 24h Le Mans, którego jednak nie ukończył. Jego partnerem w wyścigu był Yves Giraud-Cabantous. W tym samym roku Rigoulot wygrał wyścig Bol d’Or.
W trakcie II wojny światowej był członkiem francuskiego ruch oporu. Był między innymi aresztowany za uderzenie niemieckiego żołnierza, jednak zdołał uciec, według pogłosek wyginając kraty swej celi.
Jego córka Danielle Rigoulot, została łyżwiarką figurową.